# Lijst van voetbalinterlands Mauritius - Mozambique
Deze lijst van voetbalinterlands is een overzicht van alle officiële voetbalwedstrijden tussen de nationale teams van Mauritius en Mozambique. De Afrikaanse landen hebben tot op heden elf keer tegen elkaar gespeeld. De eerste ontmoeting, een kwalificatiewedstrijd voor de Afrika Cup 1986, vond plaats op 16 september 1984 in Curepipe. Het laatste duel, een groepswedstrijd tijdens de COSAFA Cup 2025, werd gespeeld in Bloemfontein (Zuid-Afrika) op 7 juni 2025.

## Wedstrijden
| №  | Plaats       | Datum             | Competitie                   | Wedstrijd              | Uitslag |
| -- | ------------ | ----------------- | ---------------------------- | ---------------------- | ------- |
| 1  | Curepipe     | 16 september 1984 | Afrika Cup 1986 kwalificatie | Mauritius − Mozambique | 0 − 0   |
| 2  | Maputo       | 25 juli 1993      | Afrika Cup 1986 kwalificatie | Mozambique − Mauritius | 3 − 0   |
| 3  | Maputo       | 26 januari 1997   | Afrika Cup 1998 kwalificatie | Mozambique − Mauritius | 3 − 0   |
| 4  | Curepipe     | 13 juli 1997      | Afrika Cup 1998 kwalificatie | Mauritius − Mozambique | 1 − 3   |
| 5  | Maseru       | 30 april 2006     | COSAFA Cup 2006              | Mauritius − Mozambique | 0 − 0   |
| 6  | Curepipe     | 6 september 2015  | Afrika Cup 2017 kwalificatie | Mauritius − Mozambique | 1 − 0   |
| 7  | Maputo       | 3 september 2016  | Afrika Cup 2017 kwalificatie | Mozambique − Mauritius | 1 − 0   |
| 8  | Mapou        | 4 september 2019  | WK 2022 kwalificatie         | Mauritius − Mozambique | 0 − 1   |
| 9  | Maputo       | 10 september 2019 | WK 2022 kwalificatie         | Mozambique − Mauritius | 2 − 0   |
| 10 | Durban       | 12 juli 2023      | COSAFA Cup 2023              | Mauritius − Mozambique | 0 − 1   |
| 11 | Bloemfontein | 7 juni 2025       | COSAFA Cup 2025              | Mozambique − Mauritius | 0 − 0   |

## Samenvatting
| Competitie              | Totaal gespeeld | Winst Mauritius | Gelijk | Winst Mozambique | Doelsaldo Mauritius – Mozambique |
| ----------------------- | --------------- | --------------- | ------ | ---------------- | -------------------------------- |
| WK-kwalificatie         | 3               | 0               | 0      | 3                | 0 − 3                            |
| Afrika Cup-kwalificatie | 6               | 1               | 1      | 4                | 2 − 10                           |
| COSAFA Cup              | 3               | 0               | 2      | 1                | 0 − 1                            |
| Totaal                  | 11              | 1               | 3      | 7                | 2 − 14                           |

MFA · Mauritiaans vrouwenelftal
1947 – 1959 · 
1960 – 1969 · 
1970 – 1979 · 
1980 – 1989 · 
1990 – 1999 · 
2000 – 2009 · 
2010 – 2019 ·
2020 – 2029
Angola ·
Botswana ·
Burundi ·
Comoren ·
Congo-Brazzaville ·
Congo-Kinshasa ·
Djibouti ·
Egypte ·
Equatoriaal-Guinea ·
Ethiopië ·
Fiji ·
Gabon ·
Ghana ·
Guinee ·
Hongkong ·
India ·
Indonesië ·
Ivoorkust ·
Kaapverdië ·
Kameroen ·
Kenia ·
Lesotho ·
Liberia ·
Libië ·
Macau ·
Madagaskar ·
Malawi ·
Malediven ·
Mauritanië ·
Mongolië ·
Mozambique ·
Namibië ·
Nepal ·
Nieuw-Caledonië ·
Oeganda ·
Pakistan ·
Qatar ·
Rwanda ·
Saint Kitts en Nevis ·
Sao Tomé en Principe ·
Senegal ·
Seychellen ·
Singapore ·
Soedan ·
Swaziland ·
Syrië ·
Tanzania ·
Togo ·
Tsjaad ·
Tunesië ·
Zambia ·
Zimbabwe ·
Zuid-Afrika
FMF · 
A-internationals · 
Mozambikaans vrouwenelftal
1970 – 1979 · 
1980 – 1989 · 
1990 – 1999 · 
2000 – 2009 · 
2010 – 2019 ·
2020 − 2029
Afrika Cup 1986 · 
Afrika Cup 1996 · 
Afrika Cup 1998 · 
Afrika Cup 2010
Algerije ·
Angola ·
Benin ·
Botswana ·
Burkina Faso ·
Centraal-Afrikaanse Republiek ·
Comoren ·
Congo-Brazzaville ·
Congo-Kinshasa ·
Egypte ·
Eritrea ·
Ethiopië ·
Gabon ·
Ghana ·
Guinee ·
Guinee-Bissau ·
Ivoorkust ·
Kaapverdië ·
Kameroen ·
Kenia ·
Lesotho ·
Libië ·
Madagaskar ·
Malawi ·
Mali ·
Marokko ·
Mauritanië ·
Mauritius ·
Namibië ·
Niger ·
Nigeria ·
Oeganda ·
Oman ·
Portugal ·
Rwanda ·
Senegal ·
Seychellen ·
Soedan ·
Somalië ·
Swaziland ·
Tanzania ·
Togo ·
Tunesië ·
Vietnam ·
Zambia ·
Zimbabwe ·
Zuid-Afrika ·
Zuid-Soedan